# Stade Vanni Sanna
Le stade Vanni Sanna (en italien : stadio Vanni Sanna), auparavant connu sous le nom de stade Torres (en italien : stadio Torres), est un stade de football italien situé dans la ville de Sassari, en Sardaigne.
Le stade, doté de 4 999 places et inauguré en 1922, sert d'enceinte à domicile aux équipes de football de Torres Calcio.

## Histoire
Le stade, construit en 1922, ouvre ses portes la même année sous le nom de stade Torres (en italien : stadio Torres). Dans les années 1970, le stade change de nom pour s'appeler le stade de l'Acqueduc (en italien : stadio Acquedotto). Le 22 août 2001, ce stade change à nouveau de nom pour se faire rebaptiser par son nom actuel, en hommage à Giovanni Sanna, footballeur originaire d'Alghero et ancien joueur, entraîneur puis dirigeant sportif de l'ASD Torres.
à partir de 2021, avec le nouveau propriétaire, les travaux de modernisation du stade ont commencé et les travaux ont progressé au fil des années.
Le stade a accueilli de nombreux matchs de Ligue des champions féminine de l'UEFA.

## Événements
- 23 octobre 2004 : Quart-de-finale aller de la Coupe de l'UEFA féminine 2004-05 : Torres CF - Arsenal LFC (2-0).
- 27 mars 2013 : Quart-de-finale retour de la Ligue des champions féminine 2012-13 : Torres CF - Arsenal LFC (0-1).
- 23 mars 2014 : Quart-de-finale aller de la Ligue des champions féminine 2013-14 : Torres CF - FFC Turbine Potsdam (0-8).